# Meliosma chiriquensis
Meliosma chiriquensis är en tvåhjärtbladig växtart som beskrevs av J.F.Morales. Meliosma chiriquensis ingår i släktet Meliosma och familjen Sabiaceae. Inga underarter finns listade.